# 電元社製作所
電元社製作所（でんげんしゃせいさくしょ）、現社名・電元社トーア株式会社（でんげんしゃトーアかぶしきがいしゃ）は、神奈川県川崎市多摩区に本社を置く抵抗溶接機の総合メーカー。

## 概要
- 1935年創立の抵抗溶接機の総合メーカー
- スポット溶接機をはじめ、プロジェクション溶接機・シーム溶接機などの抵抗溶接機を得意としている。
- 取引先は国内の自動車メーカーだけでなく海外へも積極的に展開している。

## 沿革
- 1935年 - 株式会社 電元社創立。
- 1951年 - 株式会社 電元社製作所発足。
- 1961年 - 川崎市へ本社・工場移転。
- 1985年 - アメリカ合衆国オハイオ州にDENGENSHA AMERICA CORP.を開設。
- 1988年 - 富山工場開設。
- 1989年 - 電元サービス株式会社を設立。
- 1996年 - イギリスにDENGENSHA EUROPE LTD.を開設。
- 2001年 - インドネシアジャカルタ市郊外にPT. DENGENSHA INDONESIAを設立。
- 2017年 - 現社名の電元社トーア株式会社に改称。

## 主要製品
- スポット溶接機・プロジェクション溶接機・シーム溶接機・フラッシュ溶接機
- サーボスポットガン・ロボット用ガン・ポータブルガン・マルチガン
- ナット／ボルトフィーダー
- ポータブルトランス・マルチトランス
- タイマーコンタクター
- 各種溶接品質管理機器
- 各種ケーブル・各種電極

## 事業所
- 本社 - 神奈川県川崎市多摩区
- 富山工場 - 富山県射水市

## 関連会社

### 国内
- 電元サービス株式会社 - 神奈川県川崎市多摩区

### 海外
- DENGENSHA AMERICA CORP. - アメリカ
- DENGENSHA EUROPE LTD. - イギリス
- PT. DENGENSHA INDONESIA - インドネシア